# Volkswagen Golf Mk1
Volkswagen Golf Mk1 a fost primul autoturism hatchback al companiei Volkswagen, a fost prezentat în martie 1974. Predecesorul său era Volkswagen Broscuță. Au fost produse 7.000.000 de exemplare, nu doar în Germania, ci și în Africa de Sud, Mexic, Australia și SUA.

## Istoria
Ca și predecesorul său, Volkswagen Golf Mk1 s-a dovedit a fi un succes comercial. Din anul 1974, Golf Mk1 a fost unul dintre autoturismele hatchback cu cel mai mare succes din lume. În SUA modelele de autovehicule Mini Morris, Honda N360 și Fiat 128 au avut o popularitate mică în comparație cu Mk1. Înlocuirea lui Beetle cu Golf Mk1 a fost o producție de succes deoarece din anul 1970 compania Volkswagen a suportat niște dificultăți financiare și vânzările de autovehicule Beetle au scăzut brusc. De aceea Mk1 a fost o producție de succes și pe plan financiar. 

### Tip Cabriolet
Versiunea Cabriolet a fost comercializată între anii 1980 și 1993. Versiunea Cabriolet având din 1985 o popularitate mai mare ca versiunea hatchback deoarece era mai modernă și mai atractivă. Au fost produse peste 6000 de exemplare.

### Tip Caddy
Prima generație de Volkswagen Caddy a fost concepută inițial pentru piața americană și a intrat în concurență cu mărcile Subaru Brat și Ford Courier. Prima fabrică a fost deschisă în statul Pennsylvania. A fost fabricat în două variante: Rabbit Volkswagen și Pick Up. În SUA au fost fabricate între anii 1979 și 1982. Numele de "Caddy" nu a fost folosit oficial niciodată deoarece americanilor le plăcea varianta cu numele de Cadillac.

## Galerie foto

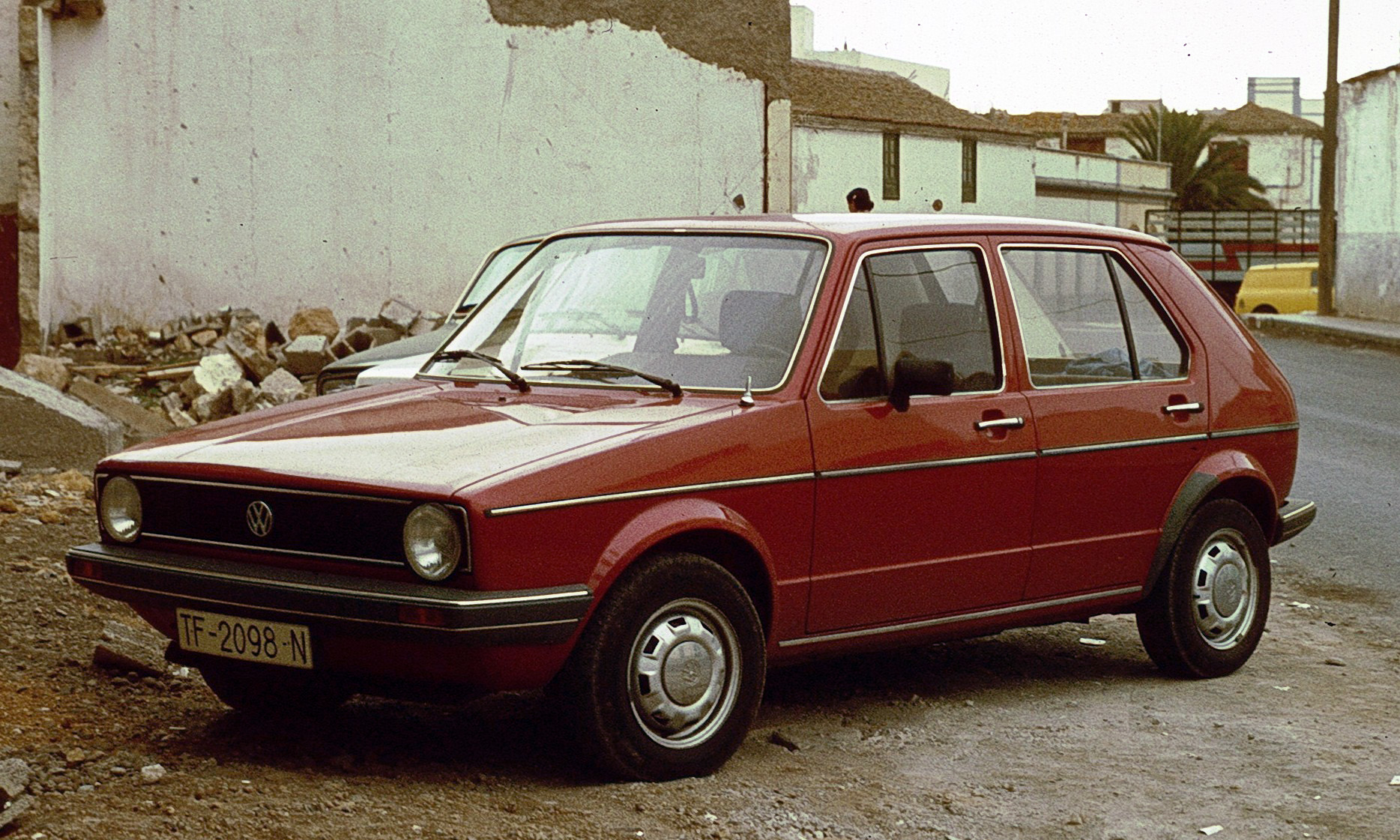
Volkswagen Golf I Tenerife
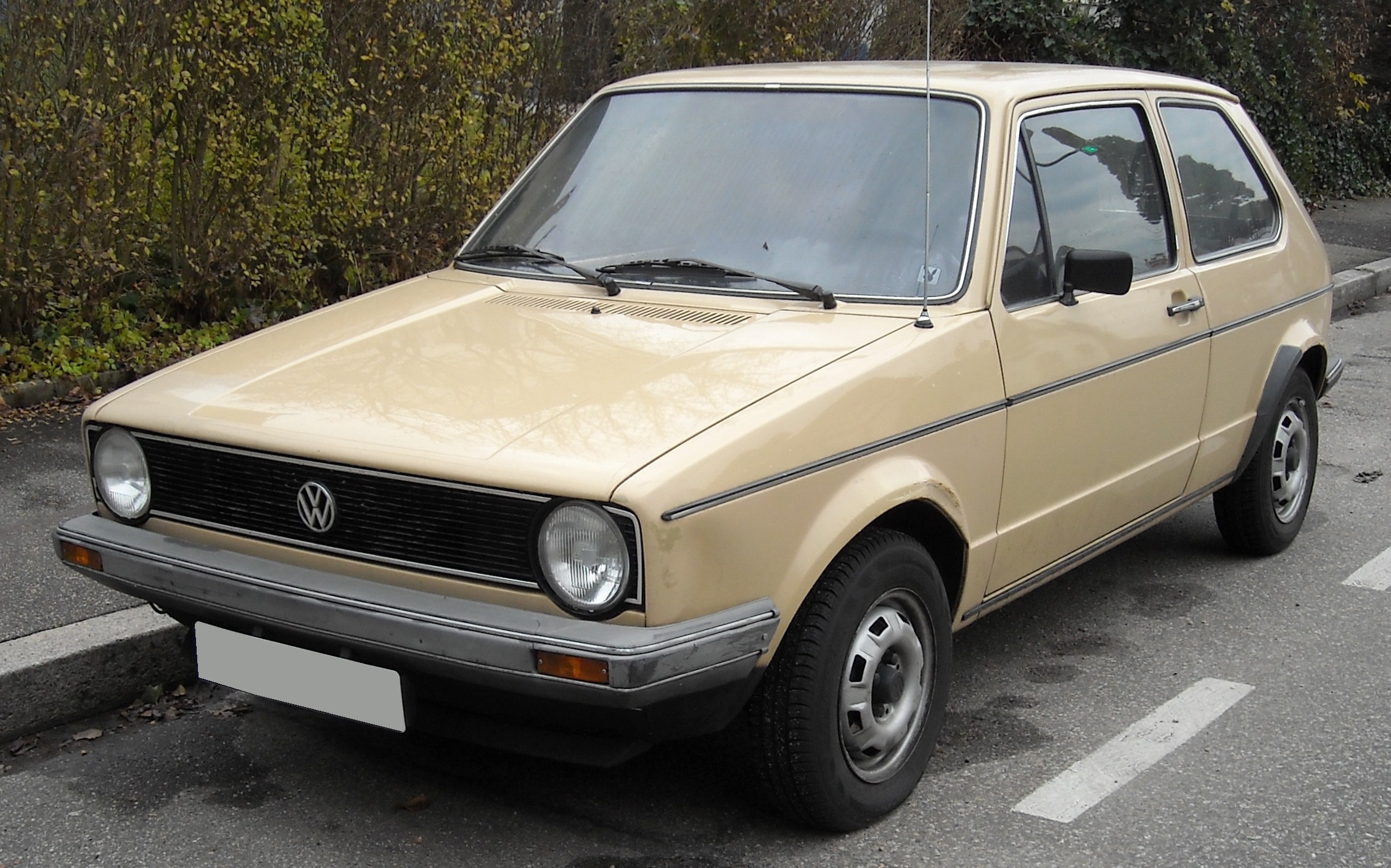
Volkswagen Golf Mk1 după prima îmbunătățire estetică. Vedere din față
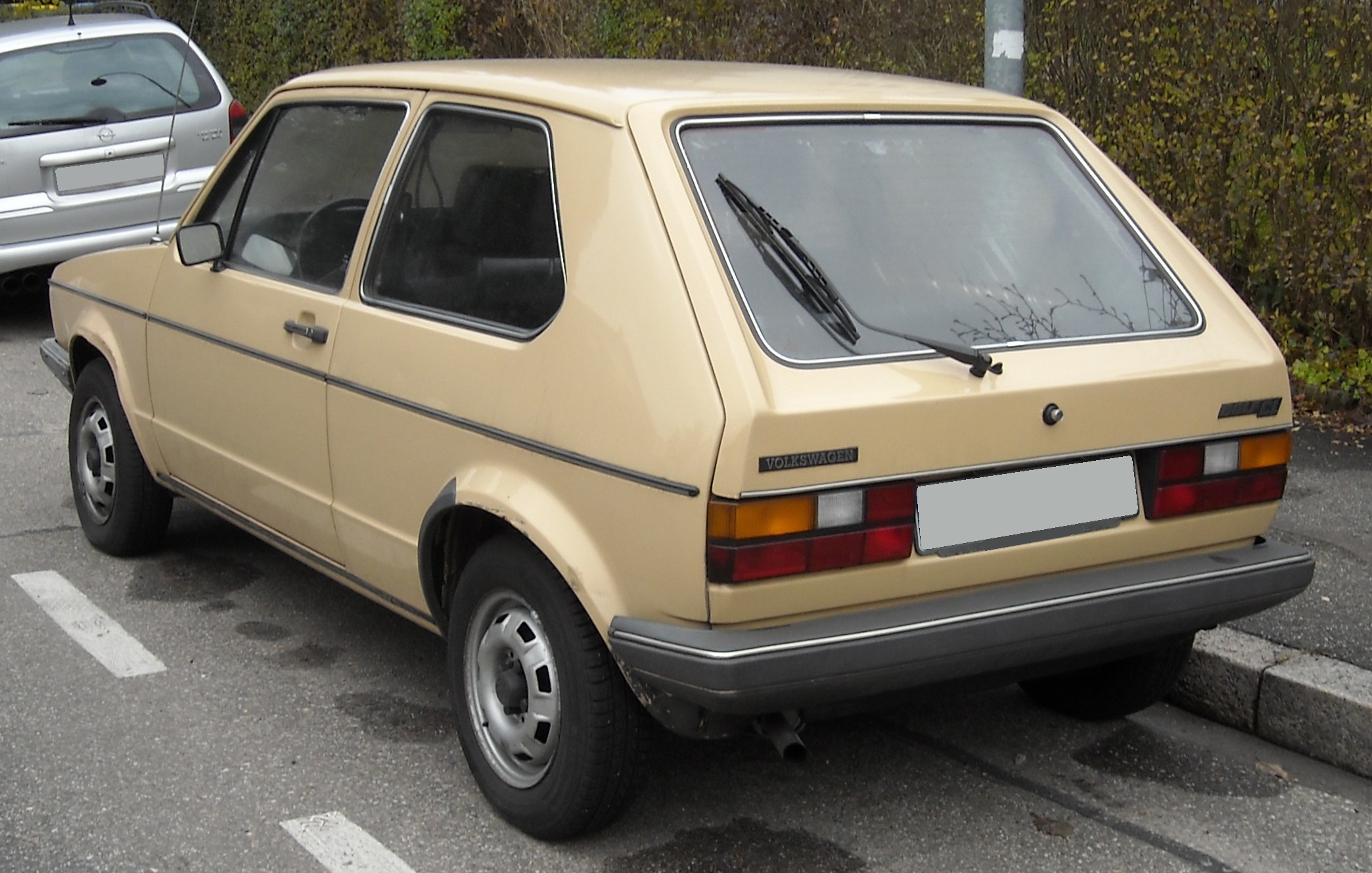
Volkswagen Golf Mk1 după prima îmbunătățire estetică. Vedere din spate
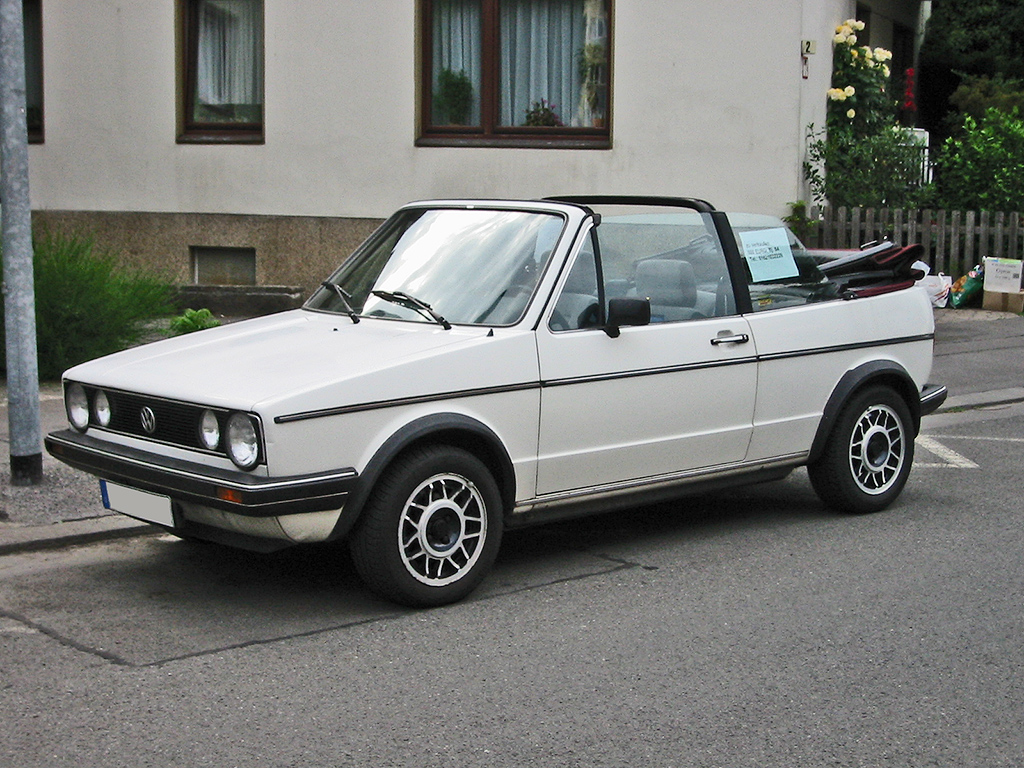
Tipul cabriolet
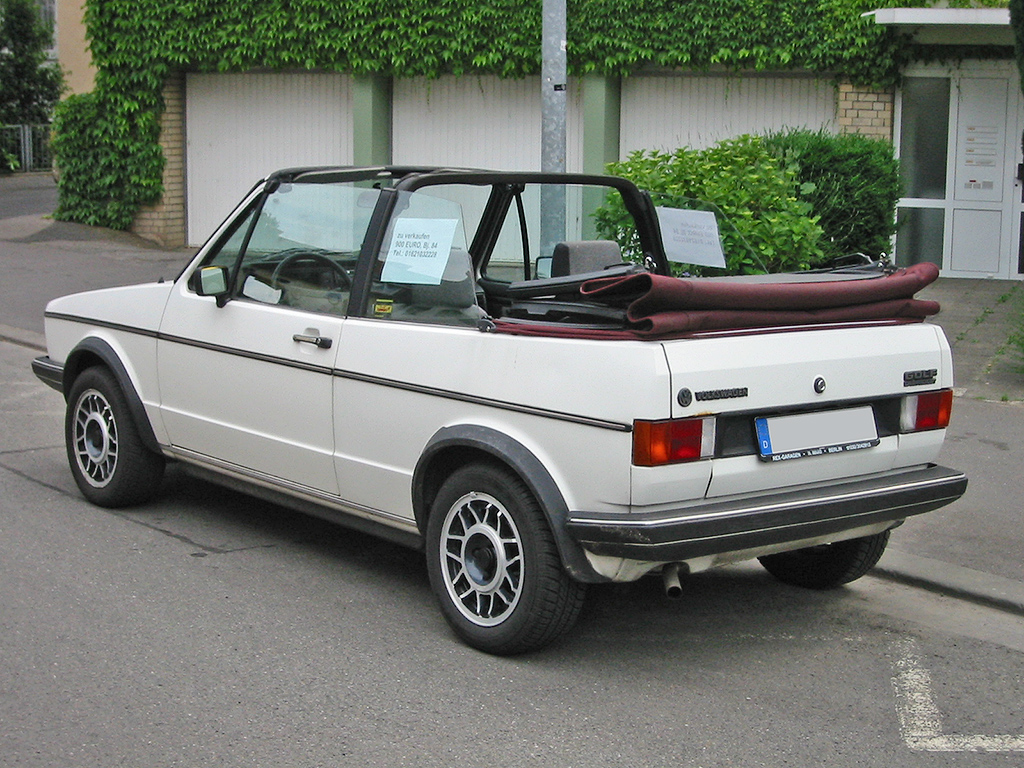
Tipul cabriolet. Vedere din spate
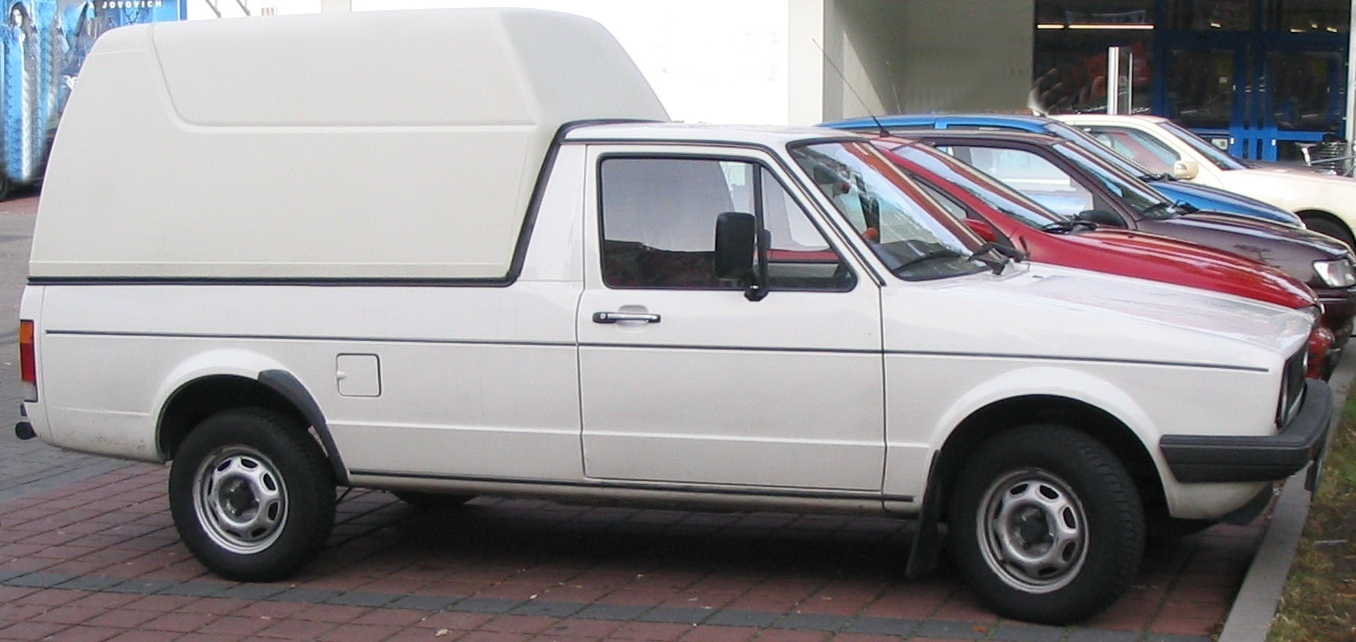
Tipul caddy